# Camponotus gerberti
Camponotus gerberti är en myrart som beskrevs av Horace Donisthorpe 1949. Camponotus gerberti ingår i släktet hästmyror, och familjen myror. Inga underarter finns listade.

## Bildgalleri

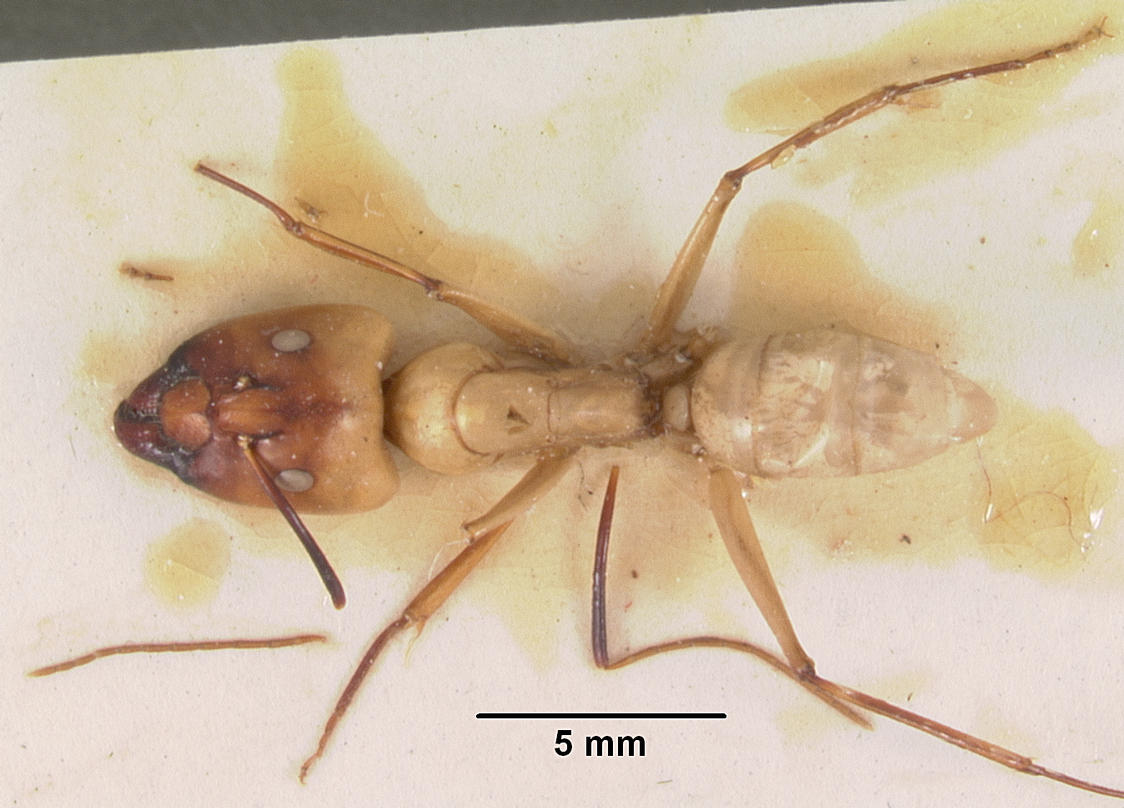
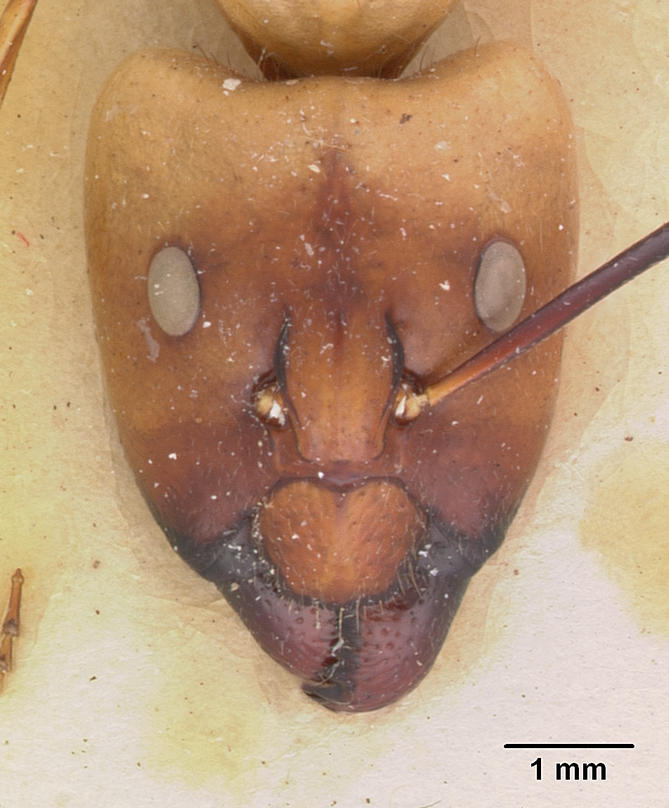
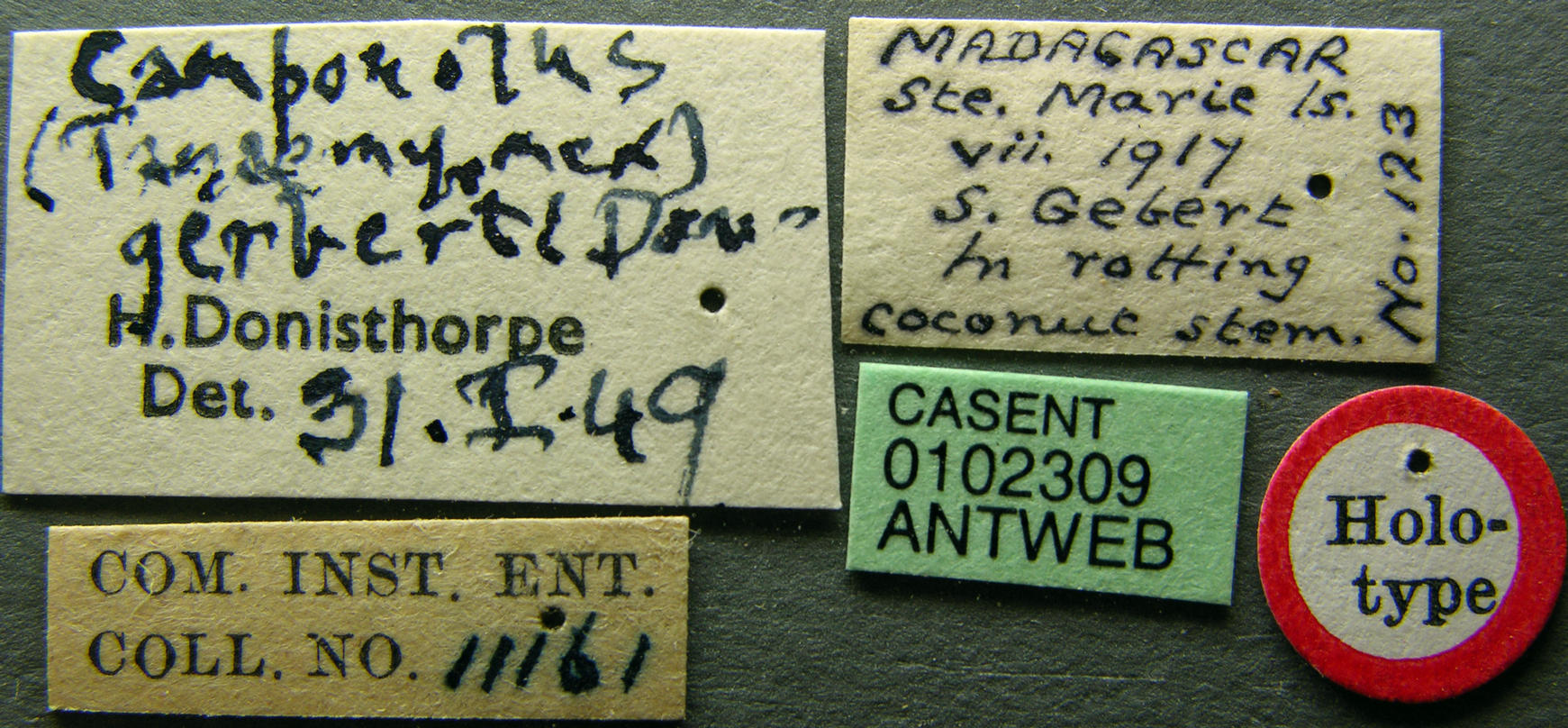
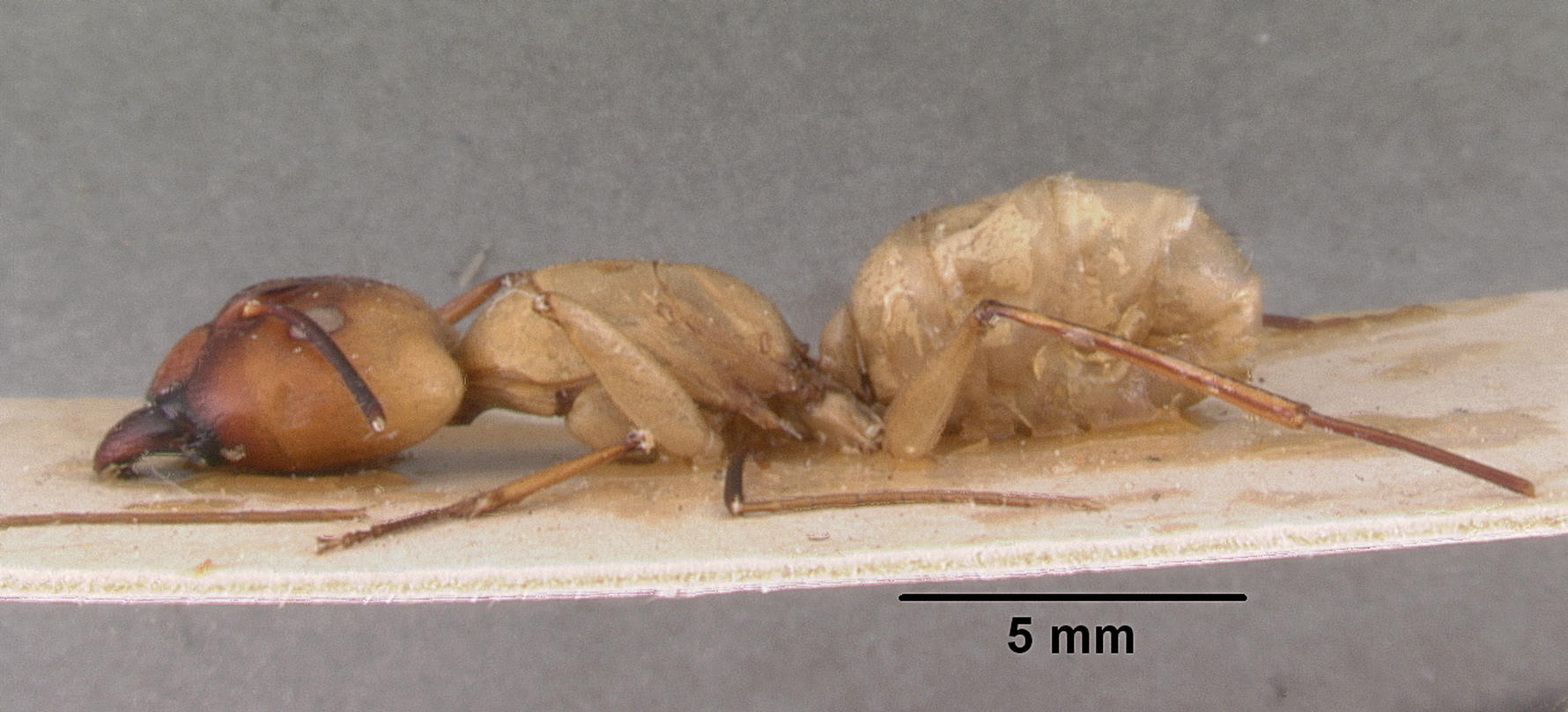
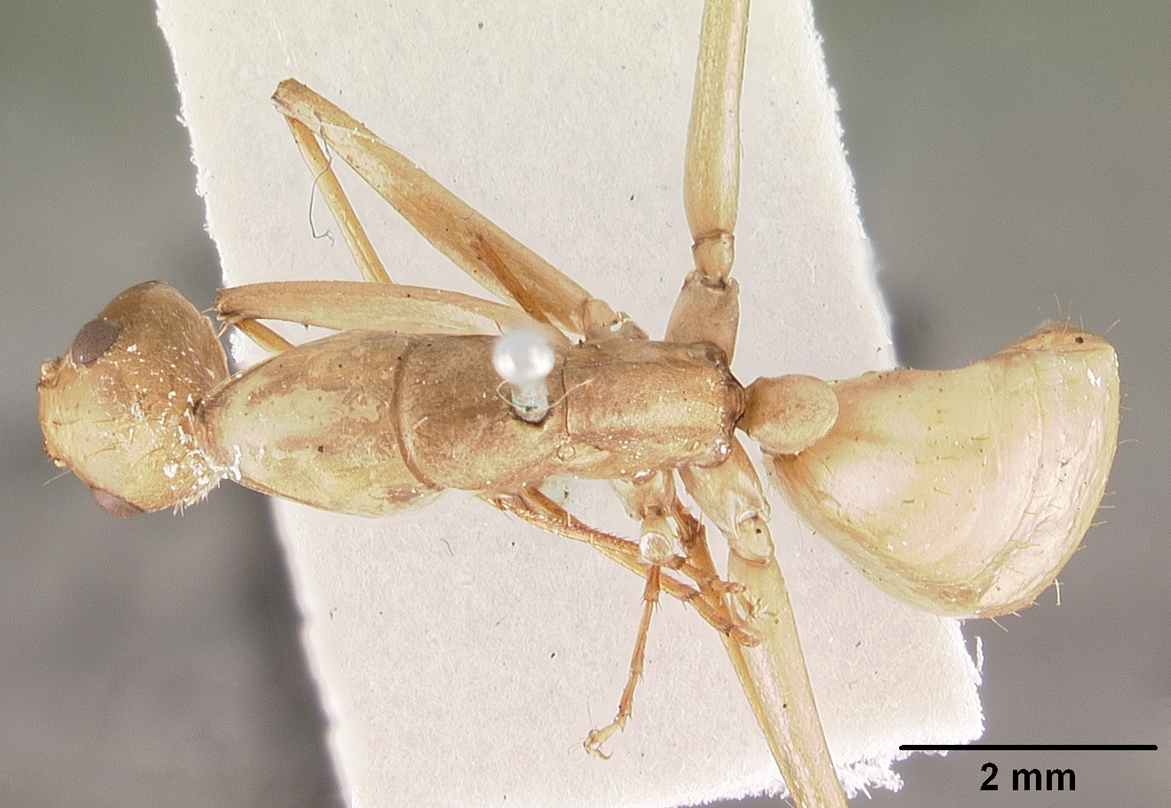
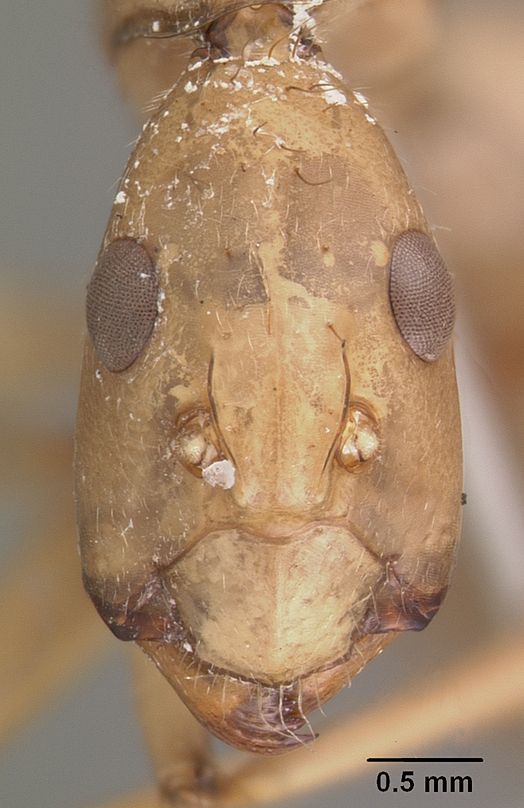